# مرثیه‌خوانی
مَرثیه به‌طور عام شعر یا سخنی است که در مدح و سوگواری مرده خوانده شود و به‌طور خاص گونه‌ای گسترده در ادبیات فارسی، عربی و اردو برای بیان مناقب و فضایل و سوگواری امامان شیعیان خصوصاً امام سوم شیعیان و عاشورا است.
مرثیه واژه‌ایست عربی و به معنای سخن یا شعر یا سرودی است که در غم از دست دادن کسی که مرده است خوانده می‌شود. مرثیه بیشتر دربردارنده ستایش از مرده است. ترکیب‌بند باز این چه شورش است یک مرثیه سروده از محتشم کاشانی است.

## مرثیه سرایان
- صامت بروجردی
- میرزا محمود فدایی مازندرانی